# Schneeriese
Schneeriese ist ein Jugendroman der deutschen Autorin Susan Kreller. Er erschien im Jahr 2014 im Carlsen Verlag und erhielt den Deutschen Jugendliteraturpreis.

## Handlung
Der 14-jährige Adrian ist für sein Alter mit 1,94 Metern ungewöhnlich groß. Seine Mutter will, dass er sich einer Hormontherapie unterzieht, um sein Wachstum zu stoppen – doch Adrian lehnt das ab. Stella, die gleichaltrige Nachbarstochter, ist seine langjährige Freundin. Beide verbringen viel Zeit auf einer Hollywoodschaukel, umgeben von Miss Elderly, Stellas Großmutter, die in Stellas Familie lebt. In den letzten zwei Jahren hat sich der schüchterne Adrian in Stella verliebt, was er bisher nicht ausgesprochen hat. Adrian hat Angst, dass Stella seine Liebe nicht erwidert.
Eines Nachts zieht eine Familie ins furchteinflößende Nachbarhaus („Dreitotenhaus“) ein. Stella und Adrian vermuten, dass diese Familie eine Leiche in das Haus schafft, und beschließen, der Sache auf den Grund zu gehen. Sie lernen die Familie, die aus Georgien geflohen ist, kennen. Während Adrian weiterhin skeptisch bleibt, freundet sich Stella schon bald mit Dato, dem Sohn der Nachbarsfamilie, an.
Adrian fühlt, dass zwischen beiden mehr als nur Freundschaft ist. Er wendet sich völlig von Stella ab. Er beginnt an sich zu zweifeln und gerät in eine große Krise, bei der er in einer Winternacht fast sein Leben verliert.

## Rezensionen
Rezensentin Hilde Elisabeth Menzel beschreibt das Buch Schneeriese als eine „sehr bewegende und poetische Liebesgeschichte. Adrian und Stella, die gemeinsam in ‚siamesischen Häusern‘ aufwachsen, eine berührende Kinderliebe erleben, Stellas Großmutter lauschen, wenn sie ihnen aus Andersens Schneekönigin vorliest – bis Adrian mit 14 Jahren schließlich 1,90 groß ist und Stella sich in den Georgier Dato verliebt.“ Bewundernd vermerkt die Kritikerin, wie es der Autorin gelingt, „eine lyrische und bildgewaltige Geschichte ohne Happy End zu erzählen, die zugleich das Schicksal einer georgischen Familie mit dem Märchen Andersens verbindet.“ – Süddeutsche Zeitung.
„Andersens Schneekönigin lässt grüßen“, meint die Rezensentin Elena Geus. Allerdings findet sie das Märchen vom Splitter im Herzen bei Susan Kreller „tüchtig entstaubt und aktualisiert und ganz ohne Pathos und Herzschmerz. Doch ist die Geschichte einer heftigen Pubertät nicht weniger fantasievoll, vielschichtig und poetisch als die Vorlage,“ versichert Geus. „Wie die Autorin das Chaos im Innern ihres pubertierenden, mit Eifersucht, Zorn und Verzweiflung kämpfenden Helden wortschöpferisch und bildreich schildert,“ hält sie für treffend. Mitunter gehen ihr die sprachlichen Ambitionen der Autorin etwas zu weit – „derart schön und fein erzählt“ findet sie die Geschichte, und davon „möchte sie möglichst wenig abgelenkt werden.“ Frankfurter Allgemeine Zeitung.

## Ausgaben
- Susan Kreller: Schneeriese. Carlsen Verlag, ISBN 978-3-551-58318-5